# Stobnica (dopływ Wisłoka)
Stobnica (Stopnica, Stupnica, Brzozówka) – rzeka, prawy dopływ Wisłoka o długości 45,75 km i powierzchni zlewni 336,06 km². 
Źródła rzeki znajdują się na północnym zboczu Wroczenia (497 m n.p.m.). Przepływa m.in. przez Grabownicę Starzeńską, Humniska, Brzozów, Starą Wieś, Godową, Blizne, Domaradz, Lutczę. Wpada do Wisłoka w Strzyżowie.